# بیدان خواجه
بیدان خواجه، روستایی از توابع بخش مرکزی شهرستان کوهبنان در استان کرمان ایران است.توابع روستای بیدان خواجه رئیس شامل روستاهای سبلوئیه،گزدان،درب خام،سبلا،حسین آباد،ناصر آباد،دارستان و ده نوروز می‌باشد.

## جمعیت
این روستا در دهستان خرم‌دشت (کوهبنان) قرار دارد و براساس سرشماری مرکز آمار ایران در سال 1395، جمعیت آن 126 نفر (22خانوار) بوده‌است.

## فرهنگ،اداب و رسوم و تاریخ
یکی از سرگرمی‌های مردم این روستا بازی "گوی"می‌باشد.در این روستا مسجدی به نام مسجد سیدالشهدا بنا شده که در زیر یک درخت چنار و در کنار جوی اب خودنمایی میکند.هرساله در ایام محرم اهالی این روستا و اهالی مقیم شهرهای دیگر از قبیل یزد کرمان کوهبنان تهران و سایر شهرها در این روستا گرد هم امده و به عزاداری و مدیحه سرایی و همچنین برپایی مراسم تعزیه میپردازند.این عزاداری در قالب هیئتی به نام هیئت جوانان علی اصغرسید الشهداء روستای بیدان برگزار می‌شود.این هیئت در سال 1373 توسط آقای علی آبدرجوی و با همراهی اهالی این روستا تأسیس شد.

## مشکلات و کمبودها
عمده‌ترین مشکل این روستا نبود لوله کشی گاز می‌باشد که همین عامل باعث شده تا مردم این روستا در زمستان با مشکلات فراوانی روبرو باشند. 